# Maayyafushi (Alif Alif)
Pour les articles homonymes, voir Maayyafushi.
Maayyafushi (ou Mayafushi) est une petite île inhabitée des Maldives. Il s'agit d'une des nombreuses îles-hôtel des Maldives, ouverte depuis 1983.

## Géographie
Maayyafushi est située dans le centre des Maldives, à l'Ouest de l'atoll Ari, dans la subdivision de Alif Alif. 